# Песій (острів, Київ)
Острів Песій - острів у Києві, який згадується у Літописі Руському. Точна локалізація не відома.

## Літописна згадка
Острів Песій згадується у руському літописі лишень один раз 1169 р. у зв’язку з розповіддю про «облудного владику Федорця (Феодора) з Володимира із святої Богородиці церкви Золотоверхої і з усієї землі Ростовської». В перекладі Леоніда Махновця ця згадка звучить так:
“Отож послав його (владику Феодора) князь Андрій до митрополита в Київ, а митрополит Костянтин обвинуватив його за всі злочини і повелів одвести його на Песій острів. І там його скалічили: і язика урізали, яко лиходію-єретику, і руку праву одсікли, і очі йому вийняли, тому що хулу він вимовив на святую Богородицю”.

## Уявлення про локалізацію
Леонід Махновець так коментує локалізацію острова Песій:
«Песій острів на Дніпрі, за 2 км нижче від устя Десни; у XVIII ст. о. Лейтарський (Рейтарський) між п. рукавом Дніпра Собачим Горлом і основним руслом ріки; нині — безіменна коса між затокою Собачим Горлом і п. бер. Дніпра; рельєф змінений».
Він також показує його на мапі реконструкції локалізації давньоруських топонімів в районі сучасної коси Собаче Гирло.
Проте така асоціація за подібністю назв ХІІ ст. (Песій острів) та ХХ ст. (затока Собаче Гирло) на думку інших дсолідників є більш ніж гіпотетичною. Що стосується топоніма острів Лейтарський (Рейтарський) то його тотожність походження назви вимагають дослідження.